# Mouvement patriotique des trois autonomies
Le Mouvement patriotique des trois autonomies (MPTA, chinois : 三自爱国运动 ; pinyin : Sānzì Àiguó Yùndòng) est depuis 1954 l'organisation protestante gouvernementale de la République populaire de Chine, connue dans le langage courant comme l'Église des Trois-Soi (en chinois : 三自教会 ; en pinyin : Sānzì Jiàohuì). En 1980 a été créé le Conseil chrétien de Chine (CCC), qui est connu, conjointement avec le Comité national du Mouvement patriotique des trois autonomies, comme le lianghui (deux organisations). Ensemble, ils forment l'Église protestante de Chine continentale, reconnue par l'État et membre du Conseil œcuménique des Églises, qui compte 26 millions de membres répartis en 60 000 paroisses. 

## Historique

### Origine des trois autonomies
Les trois principes d'autonomie, d'autosuffisance et d'autopropagation constituent la "méthode Nevius", du nom de John Livingstone Nevius (1829-1893), missionnaire en Chine et en Corée, qui a développé les trois principes avancés initialement par les missionnaires Venn et Anderson pour permettre l'établissement d'églises chrétiennes en Chine.
En 1877, les missionnaires en Chine ont beaucoup discuté des trois principes de l'Église, qui ont été formellement rédigés lors d'une conférence des missions chrétiennes à Shanghai en 1892, reflétant un accord presque universel selon lequel l'avenir de l'Église chinoise dépendait de l'indigénisation des dirigeants et de la mise en place de formes de culte qui soient suffisamment aculturées,.

### Le Manifeste chrétien
En mai 1950, Y. T. Wu et d'autres dirigeants protestants éminents tels que T. C. Chao, Chen Chonggui et Cora Deng se sont réunis à Pékin avec Zhou Enlai pour discuter des relations entre le christianisme protestant et la jeune République populaire de Chine. Le "Manifeste chrétien" a été publié en juillet 1950 et son titre original était "Direction d'effort pour le christianisme chinois dans la construction de la nouvelle Chine". Au cours des années 1950, 400 000 chrétiens protestants ont publiquement approuvé et signé ce document. Selon le Conseil œcuménique des Églises, il y avait alors environ 700 000 chrétiens protestants en Chine.
L'objectif de la publication de ce document était : « d'accroître notre vigilance contre l'impérialisme, de faire connaître la position politique claire des chrétiens en Nouvelle Chine, d'accélérer la construction d'une église chinoise dont les affaires sont gérées par les Chinois eux-mêmes, et d'indiquer les responsabilités qui devraient être assumées par les chrétiens de tout le pays dans la reconstruction nationale en Nouvelle Chine. »
Il rappelait en outre que le mouvement encourageait "l'autonomie, l'autosuffisance et l'autopropagation" (en chinois : 自治、自养、自传 ; en pinyin : zìzhì, zìyǎng, zìchuán) de l'église chinoise.

### Le Mouvement des Trois Auto-réformes
En mars 1951, après l'entrée de la Chine dans la guerre de Corée, le Bureau des affaires religieuses a demandé aux groupes religieux de faire de l'élimination des influences impérialistes une priorité. À la mi-avril, le Conseil administratif d'État a convoqué une conférence à Pékin sur le thème "Traitement des organisations chrétiennes recevant des subventions des États-Unis d'Amérique". Cette conférence a conduit à la formation du Comité préparatoire pour le Mouvement d'opposition américain, d'assistance et d'auto-réforme de l'Église chrétienne (TSRM) dans le cadre de la politique du Front uni du travail chinois. Les participants à la conférence ont publié une "Déclaration unie" appelant les églises et autres organisations chrétiennes à "rompre complètement, de manière permanente et complète toutes les relations avec les missions américaines et toutes les autres missions, réalisant ainsi l'autonomie, l'autosuffisance et l'autopromotion de l'église chinoise", ce qui eut l'effet inattendu de gonfler le nombre de membres des congrégations qui s'identifiaient comme "autogérées".

### Création
Lorsque le Mouvement patriotique des trois autonomies (MPTA) a été créée en 1954, il a promu une stratégie à trois volets afin d'éliminer les influences étrangères des églises chinoises et d'assurer au gouvernement que les églises seraient patriotiques envers la République populaire de Chine nouvellement établie. Parmi les autres dirigeants protestants figuraient Jia Yuming, Marcus Cheng et Yang Shaotang.
Publié dans le Quotidien du Peuple en 1954, le "Manifeste chrétien" apportait le soutien des chrétiens dans les efforts anti-impérialistes, anti-féodaux et anti-capitalisme bureaucratique. Aux yeux de ses critiques, le MPTA a permis au gouvernement d'infiltrer, de subvertir et de contrôler une grande partie du christianisme organisé.

### Pendant la révolution culturelle
De 1966 à 1976, la révolution culturelle a provoqué l'interdiction de toute forme d'expression de la vie religieuse en Chine, y compris celle du MPTA. Le passage à la clandestinité qui en a résulté pour tous les cultes chrétiens chinois a directement conduit au développement du mouvement des églises de maison chinoises. 

### Après la révolution culturelle
En 1979, le gouvernement a rétabli le MPTA après treize ans d'interdiction, et en 1980, le Conseil chrétien de Chine (CCC) a été créé. Cependant, de nombreux chrétiens en Chine étaient sceptiques quant à l'intention du gouvernement de rétablir la TSPM, en partie parce que les personnes chargées de son administration locale étaient souvent celles qui avaient participé à des actions répressives dans le passé,,.

## Situation actuelle
Le MPTA n'est pas une dénomination, et les distinctions confessionnelles n'existent pas au sein de l'organisation. Les pasteurs sont formés dans l'un des treize séminaires officiellement agréés, l'accent théologique actuel étant mis sur "la protection et la promotion des cinq principes fondamentaux de la foi chrétienne - la Trinité, la double nature du Christ pleinement homme et pleinement Dieu, la naissance virginale de Jésus, sa mort et sa résurrection et le retour du Christ lors de la parousie. Le rôle principal du MPTA est de permettre la liaison avec le gouvernement, alors que le CCC sert d'organisation ecclésiale axée sur la gestion et les affaires internes de l'Église,.
Le MPTA est souvent accusé d'être un instrument de contrôle du gouvernement chinois, qui persécute les chrétiens qui n'y sont pas affiliés, même si, au début des années 2000, certains analystes ont cru détecter une tendance à la libéralisation de la politique chinoise en matière de religion. Les nombreuses congrégations indépendantes qui n'acceptent pas d'entrer dans le cadre du MPTA sont connues sous le nom d'églises de maison.
Depuis l'accession au pouvoir suprême de Xi Jinping fin 2012, le gouvernement chinois a réprimé les églises de maison et leurs membres, avec le soutien du MPTA, mais la tentative de faire entrer les chrétiens des églises de maison dans le cercle des églises officielles a eu des résultats mitigés. 
En 2018, la tutelle du MPTA et du CCC a été confiée au Département du travail du Front uni du Parti communiste chinois à la suite de l'absorption de l'Administration d'État pour les affaires religieuses par le Département du travail du Front uni.
En mars 2019, le président du Comité national du MPTA, Xu Xiaohong, a prononcé un discours sur l'utilisation du christianisme par les puissances occidentales pour déstabiliser la Chine et le Parti communiste chinois. Il a également déclaré que "les forces antichinoises occidentales tentent de continuer à influencer la stabilité sociale de notre pays par le biais du christianisme, et même de subvertir le pouvoir politique de notre pays", lors de son discours à la Conférence consultative politique du peuple chinois, et a appelé à la poursuite de l'action de l'État contre les chrétiens indépendants, déclarant : "Pour les brebis galeuses qui, sous la bannière du christianisme, participent à la subversion de la sécurité nationale, nous soutenons fermement le pays pour les traduire en justice".

## Publications
Le "nouveau recueil de cantiques chinois", publié pour la première fois dans les années 1980, est le recueil officiel des églises du MPTA. Parmi ses auteurs figure Lin Shengben, un compositeur d'hymnes renommé de Shanghai.
Le recueil de cantiques appelé Canaan Hymns, qui est en usage dans les églises de maison est parfois aussi utilisé dans les églises du MPTA. Dans ses media officiels, le MPTA a critiqué ce recueil, au motil qu'il remettrait en question la vision du Mouvement sur le christianisme au service du socialisme chinois. Les services religieux du MPTA comportent également des chants non chrétiens issus du Parti communiste.
La principale revue publiée par MPTA est le magazine Tian Feng.

## Déclaration de foi
La confession de foi suivante a été adoptée le 8 janvier 2008 :
« L'Église chinoise considère le contenu de la Bible entière, du Credo des apôtres et du Credo de Nicée comme le fondement de notre foi, dont les principaux points sont les suivants :
- Notre foi est une Trinité, éternelle et perpétuelle.
- Dieu est Esprit. Dieu est aimant, juste, saint et digne de confiance. Dieu est tout-puissant, Dieu le Père, le Seigneur qui crée et soutient le cosmos et tout ce qui s'y trouve, qui garde et prend soin du monde entier.
- Jésus-Christ est le seul Fils de Dieu, né du Saint-Esprit, Verbe fait chair, entièrement Dieu et entièrement homme. Il est venu dans le monde pour sauver l'humanité, pour témoigner de Dieu le Père, pour prêcher l'Évangile ; il a été crucifié, il est mort et il a été enterré. Il est ressuscité et est monté au ciel. Il reviendra pour juger le monde.
- Le Saint-Esprit est le Consolateur, qui permet aux gens de connaître leur péché et de se repentir, qui confère la sagesse, la capacité et toute grâce, nous conduisant à connaître Dieu et à entrer dans la vérité, permettant aux gens de vivre une vie sainte, et de rendre un beau témoignage au Christ.
- L'Église chrétienne est le corps du Christ et le Christ en est la tête. L'église est apostolique, une, sainte et universelle. L'église visible est appelée par Dieu à être une communauté de ceux qui croient en Jésus-Christ. Elle a été établie par les apôtres comme Jésus le leur a demandé. La mission de l'église est de prêcher l'Évangile, d'administrer les [Sacrements], d'enseigner et d'élever les croyants, de faire de bonnes œuvres et de rendre témoignage au Seigneur. L'église est à la fois universelle et particulière. L'Église chinoise doit s'édifier dans l'amour et être une dans le Christ.
- La Bible a été révélée par Dieu et écrite par les êtres humains sous l'inspiration du Saint-Esprit. La Bible est la plus haute autorité en matière de foi et de niveau de vie pour les croyants. Grâce à la direction du Saint-Esprit, des personnes de différentes époques ont acquis une nouvelle lumière dans la Bible. La Bible devrait être herméneutique biblique en accord avec le principe d'expliquer correctement la parole de vérité. Elle ne doit pas être interprétée de manière arbitraire ou hors contexte.
- Les êtres humains sont faits à l'image de Dieu, mais ne peuvent pas devenir des dieux. Dieu a donné à l'humanité la domination sur toute la création de Dieu. À cause du péché, les êtres humains ont diminué la gloire de Dieu, mais par la foi et la grâce de Jésus-Christ, les êtres humains sont rachetés et sauvés, et se voient accorder la résurrection et la vie éternelle.
- Le Christ reviendra lors de la parousie. Selon les enseignements de la Bible, personne ne connaît le jour de sa venue, et toute méthode pour déterminer quand le Christ reviendra viole les enseignements de la Bible.
- La foi et les œuvres d'un chrétien ne font qu'un. Les chrétiens doivent vivre le Christ dans le monde, en glorifiant Dieu et en faisant du bien aux gens. »